# U-86 (1941)
| U-86                       | U-86                                                                            | U-86                                                                            |
| -------------------------- | ------------------------------------------------------------------------------- | ------------------------------------------------------------------------------- |
|                            |                                                                                 |                                                                                 |
|                            |                                                                                 |                                                                                 |
|                            |                                                                                 |                                                                                 |
| Під прапором               | Третій рейх                                                                     | Третій рейх                                                                     |
| Спуск на воду              | 10 травня 1941 року                                                             | 10 травня 1941 року                                                             |
| Виведений зі складу флоту  | 29 листопада 1943 року                                                          | 29 листопада 1943 року                                                          |
| Сучасний статус            | затоплений                                                                      | затоплений                                                                      |
| Проєкт                     |                                                                                 |                                                                                 |
| Тип ПЧ                     | Дизельний підводний човен                                                       | Дизельний підводний човен                                                       |
| Вартість                   | 4 439 000 ℛℳ                                                                    | 4 439 000 ℛℳ                                                                    |
| Основні характеристики     |                                                                                 |                                                                                 |
| Швидкість (надводна)       | 17,9 вузла                                                                      | 17,9 вузла                                                                      |
| Швидкість (підводна)       | 8 вузлів                                                                        | 8 вузлів                                                                        |
| Робоча глибина занурення   | 100 м                                                                           | 100 м                                                                           |
| Гранична глибина занурення | 220 м                                                                           | 220 м                                                                           |
| Екіпаж                     | 44 особи                                                                        | 44 особи                                                                        |
| Розміри                    |                                                                                 |                                                                                 |
| Довжина найбільша (по КВЛ) | 66,5 м                                                                          | 66,5 м                                                                          |
| Ширина корпусу найб.       | 6,2 м                                                                           | 6,2 м                                                                           |
| Висота                     | 6,2м                                                                            | 6,2м                                                                            |
| Середня осадка (по КВЛ)    | 4,7 м                                                                           | 4,7 м                                                                           |
| Водотоннажність надводна   | 753 т                                                                           | 753 т                                                                           |
| Озброєння                  |                                                                                 |                                                                                 |
| Артилерія                  | 88-мм палубна гармата SK C/35 1 × 20-мм зенітна гармата FlaK 30/38/Flakvierling | 88-мм палубна гармата SK C/35 1 × 20-мм зенітна гармата FlaK 30/38/Flakvierling |
| Торпедно- мінне озброєння  | 4 носових, 1 кормовий 533-мм торпедних апарати; 14 торпед або 26 морських мін   | 4 носових, 1 кормовий 533-мм торпедних апарати; 14 торпед або 26 морських мін   |

U-86 — німецький підводний човен типу VIIB, часів Другої світової війни.
Замовлення на будівництво човна віддане 9 червня 1938 року. Човен закладений на верфі «Flender Werke AG» у Любеку 20 січня 1940 року під заводським номером 282, спущений на воду 10 травня 1941 року, 8 липня 1941 року увійшов до складу 5-ї флотилії. За час служби також входив до складу 1-ї флотилії. Єдиним командиром човна був капітан-лейтенант Вальтер Шуг.
За час служби човен зробив 8 бойових походів, в яких потопив 3 (загальна водотоннажність 9614 брт) та пошкодив 1 судно водотоннажністю 8627 брт.
29 листопада 1943 року потоплений у Північній Атлантиці на схід від Азорських островів (40°42′ пн. ш. 18°54′ зх. д. / 40.700° пн. ш. 18.900° зх. д.) глибинними бомбами з британських міноносців «Тумулт» та «Рокет». Всі 50 членів екіпажу загинули.

## Потоплені та пошкоджені кораблі[3]
| Назва                   | Тип             | Належність      | Дата            | Тоннаж (БРТ) | Вантаж                                                | Статус      | Місце                                                       |
| Toorak                  | танкер          | Велика Британія | 16 січня 1942   | 8 627        | Баласт                                                | пошкоджений | 47°54′ пн. ш. 52°11′ зх. д. / 47.900° пн. ш. 52.183° зх. д. |
| Dimitrios G. Thermiotis | вантажне судно  | Греція          | 18 січня 1942   | 4 271        | 6146 т генеральних вантажів                           | потоплено   | 48°00′ пн. ш. 51°45′ зх. д. / 48.000° пн. ш. 51.750° зх. д. |
| Wawaloam                | риболовне судно | США             | 6 серпня 1942   | 342          |                                                       | потоплено   | 39°18′ пн. ш. 55°44′ зх. д. / 39.300° пн. ш. 55.733° зх. д. |
| Brant County            | вантажне судно  | Норвегія        | 11 березня 1943 | 5 001        | 5330 т генеральних вантажів, карбід та 670 т амуніції | потоплено   | 52°05′ пн. ш. 27°35′ зх. д. / 52.083° пн. ш. 27.583° зх. д. |